# Calle Cleveland (línea Jamaica)
La Calle Cleveland es una estación en la línea Jamaica del Metro de Nueva York de la B del Brooklyn–Manhattan Transit Corporation y el Independent Subway System. La estación se encuentra localizada en Cypress Hills, Brooklyn entre la Calle Cleveland y la Avenida Jamaica. La estación es servida en varios horarios por los trenes del Servicio  y .